# Bangkok Noi
Bangkok Noi est l’un des 50 khets de Bangkok, Thaïlande.

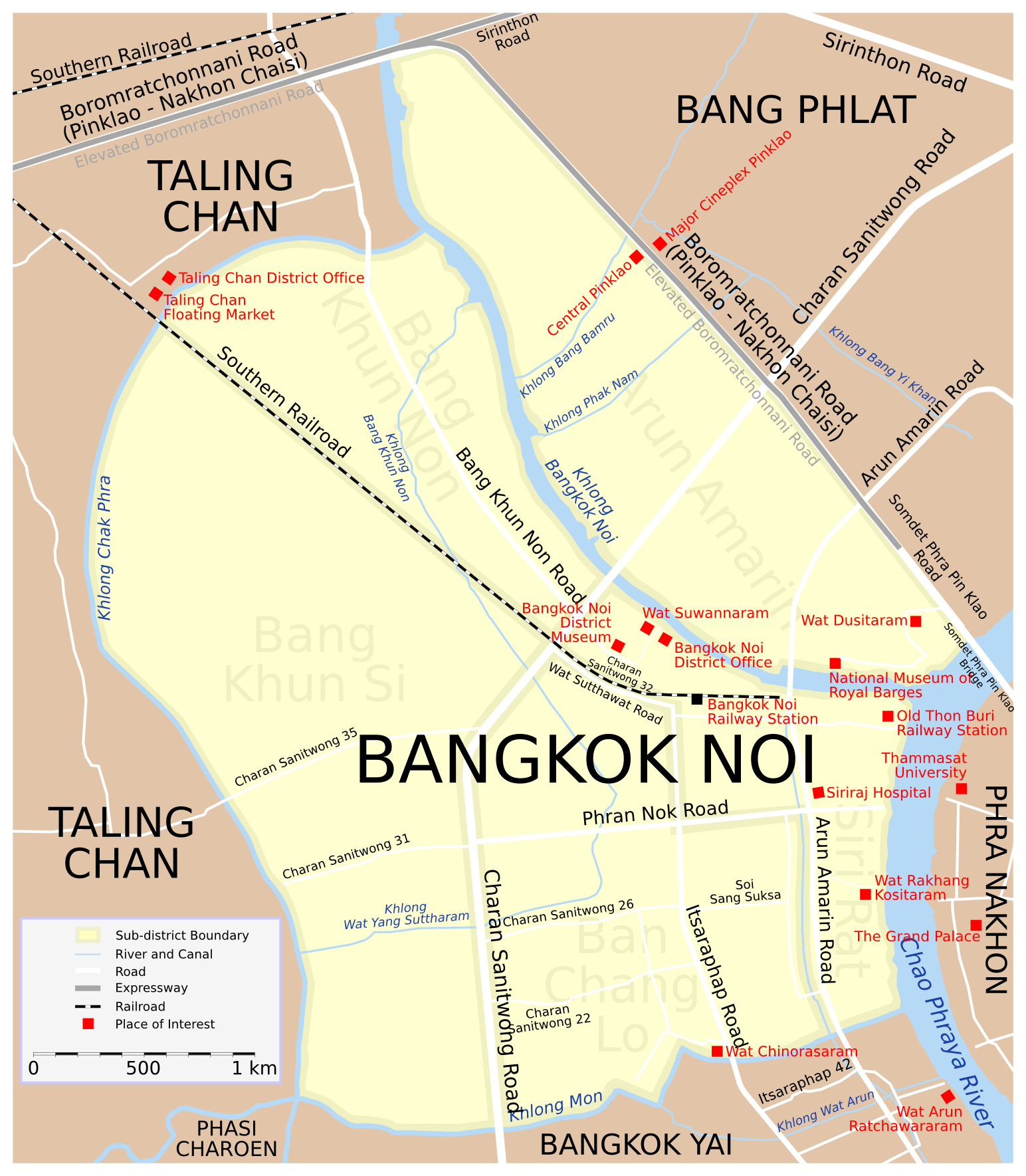
Plan de Bangkok Noi

## Points d'intérêt
- Musée national des barges royales de Bangkok
- Wat Suwannaram Ratchaworawihan[1]
- Hôpital Siriraj, le plus ancien et le plus grand hôpital de Thaïlande, son musée d'anatomie et son célèbre "musée de la mort" (Death Museum)[2]
- Musée Siriraj Bimusksthan, musée historique installé dans l'ancienne gare de Thonburi dans l'enceinte de l'hôpital Siriraj[3]
- Université Mahidol

## Galerie

Le long du canal Khlong Bangkok Noi
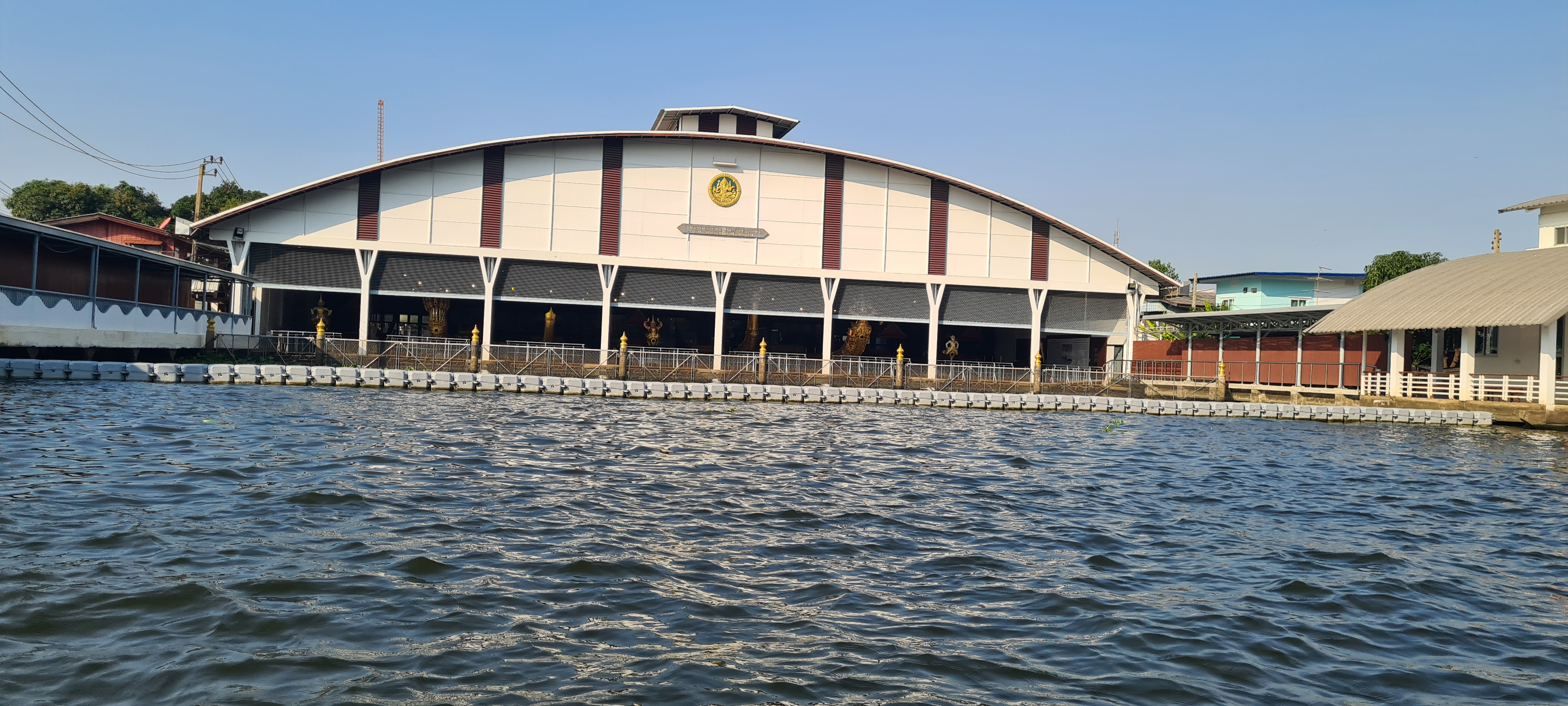
Musée national des barges royales
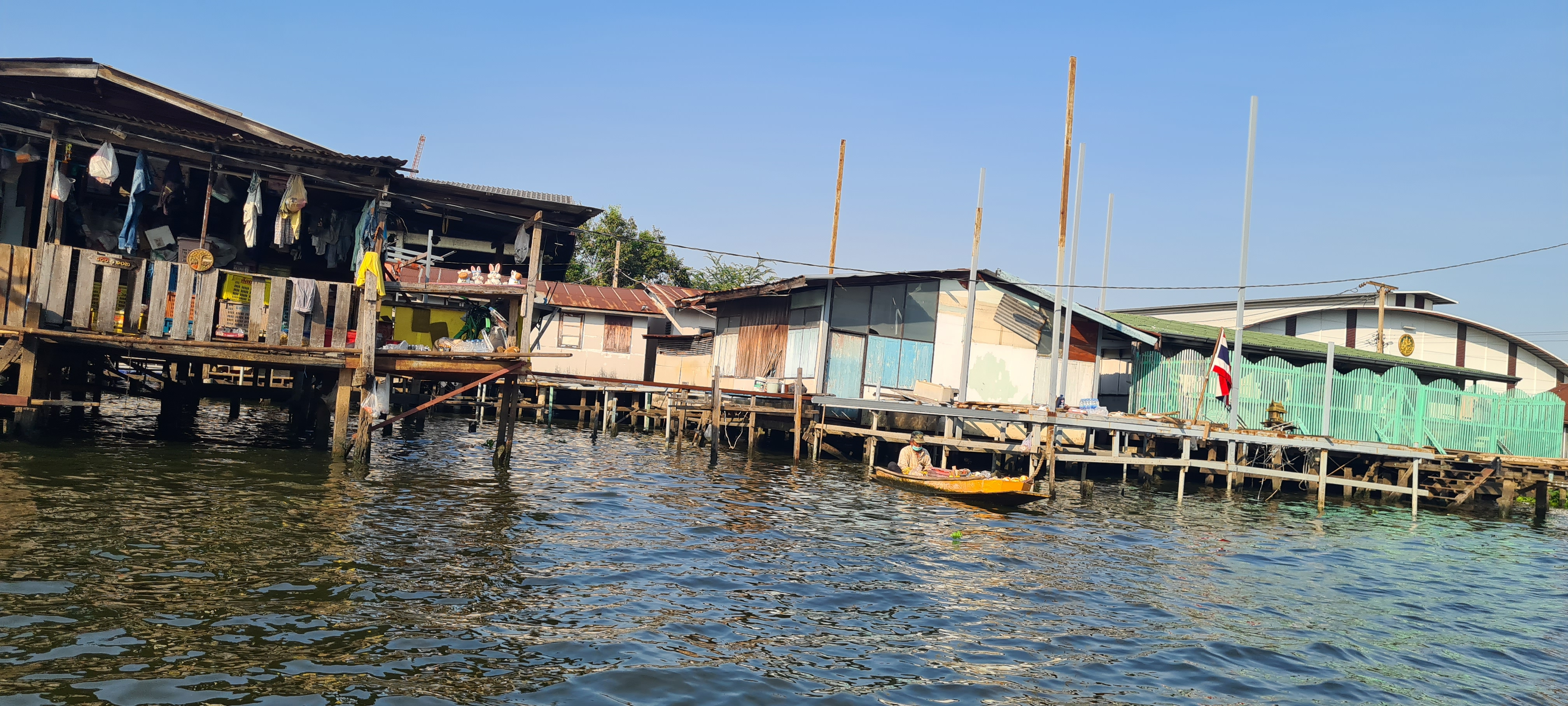
Maisons sur pilotis, Khlong Bangkok Noi 2023
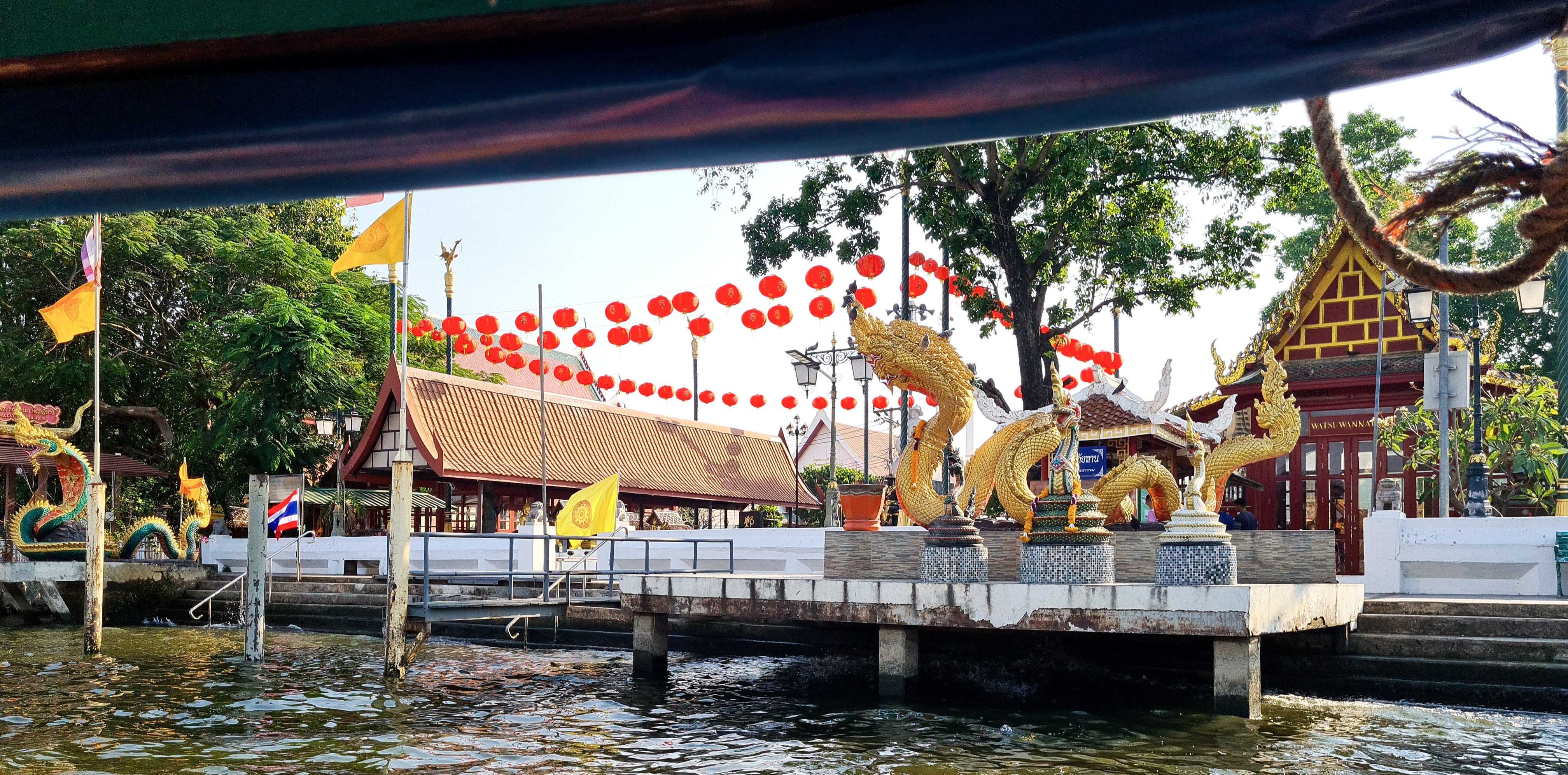
Wat Suwannaram
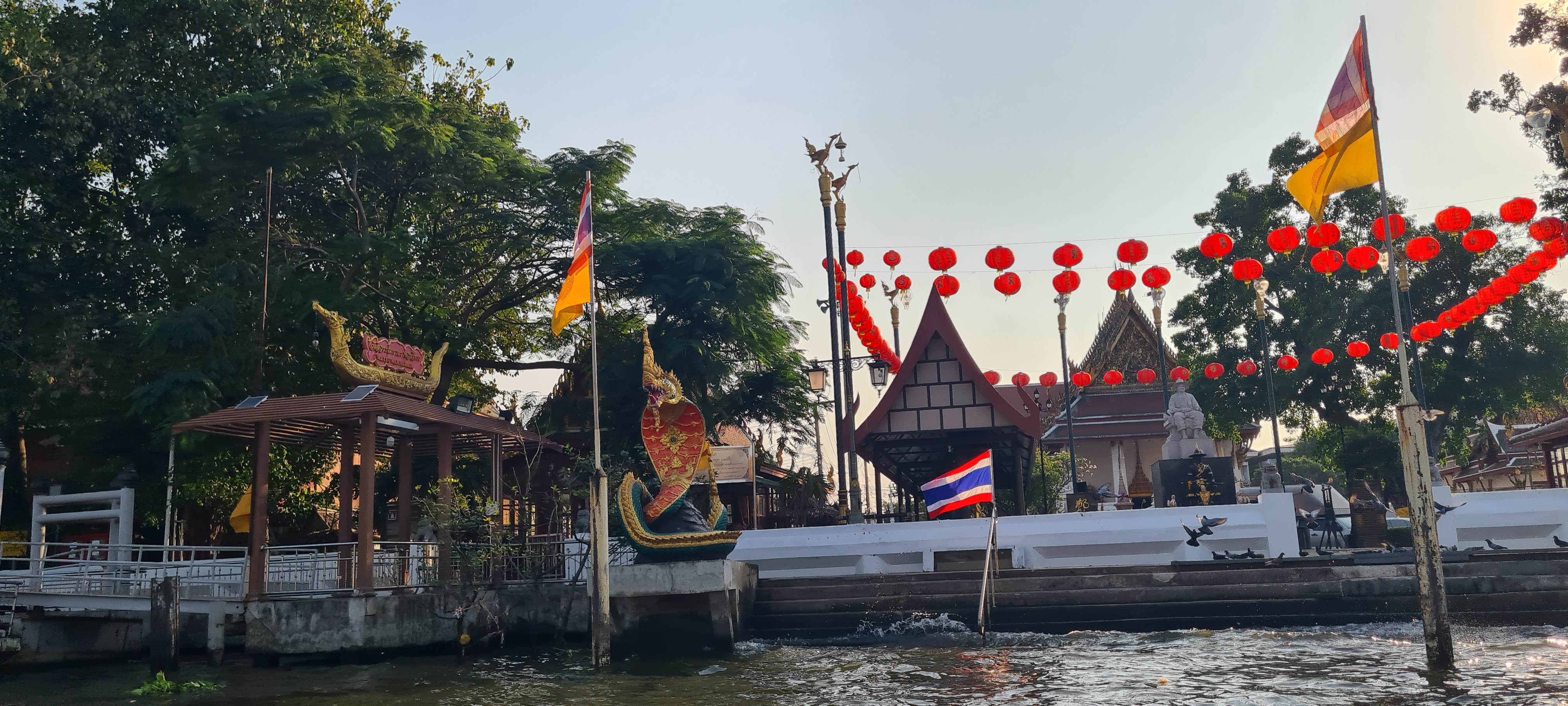
Wat Suwannaram et statue du roi Taksin
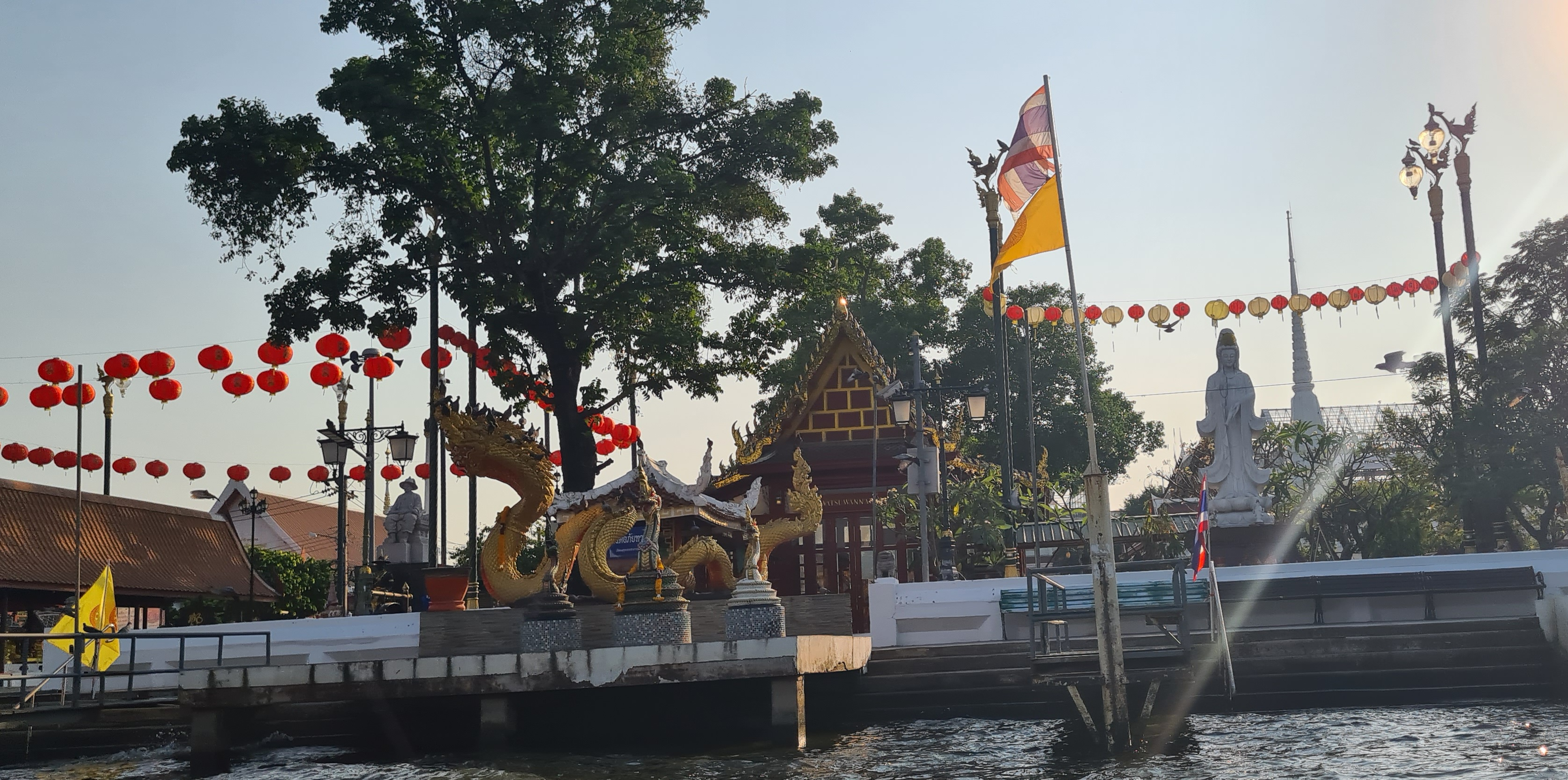
Wat Suwannaram, Naga et statue de Guanyin
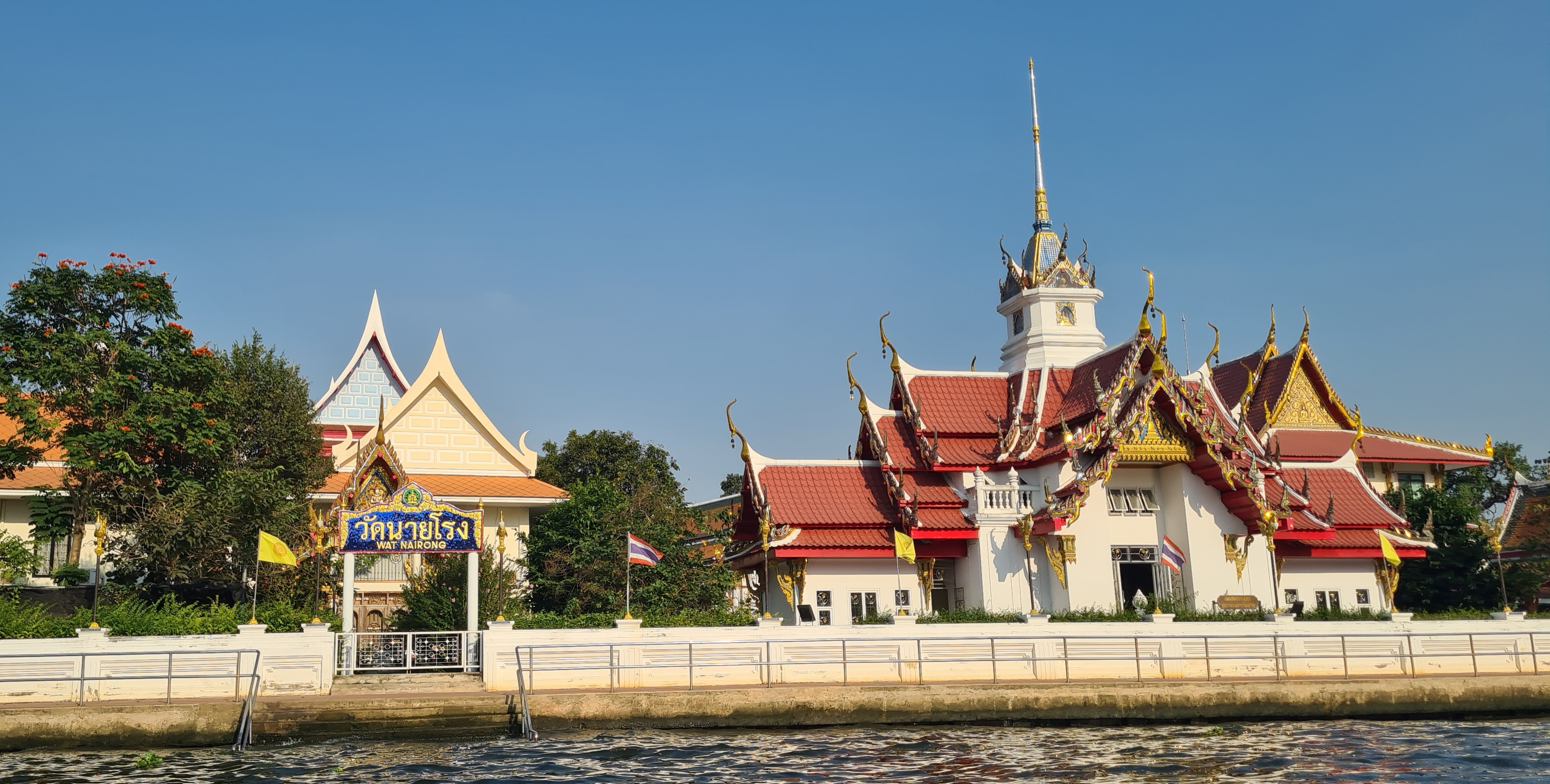
Wat Nairong
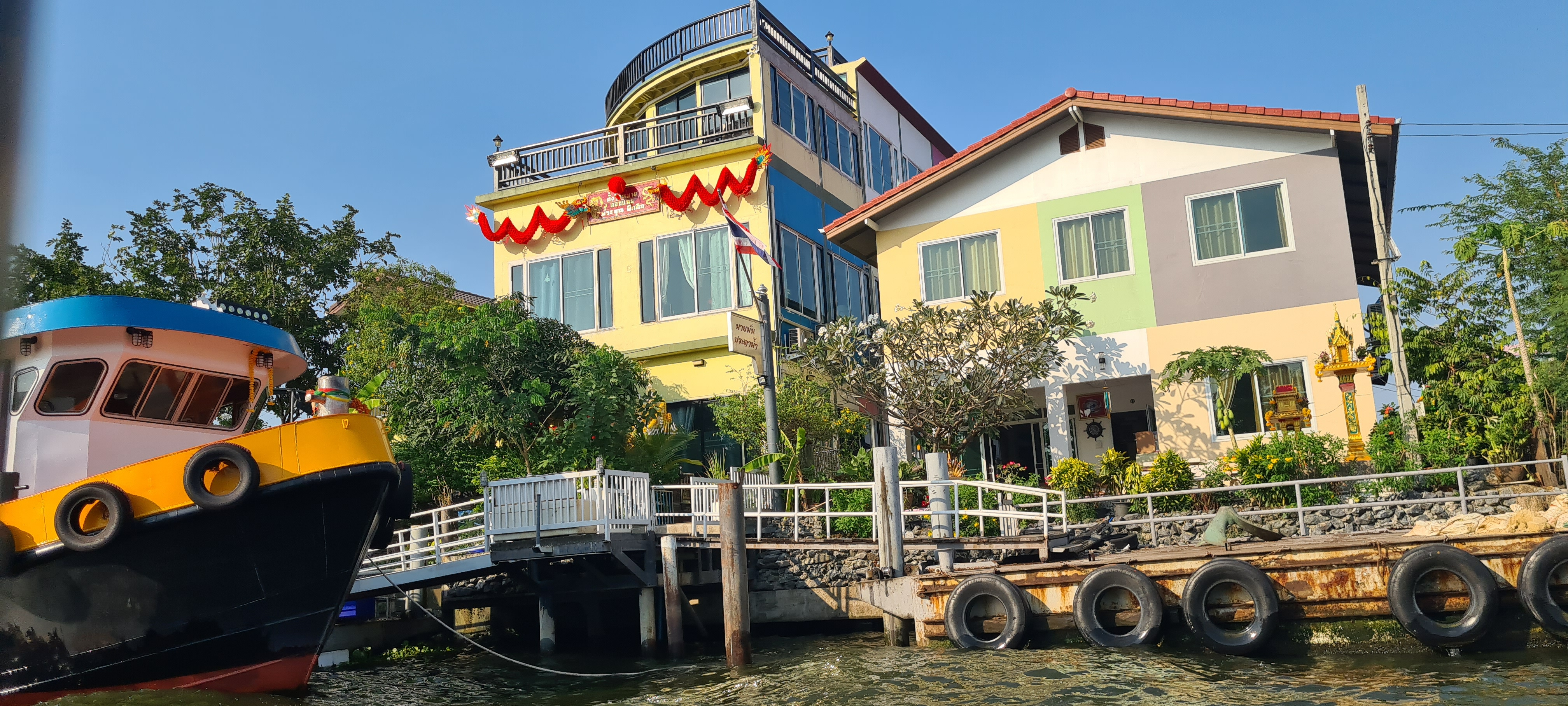
Maisons au bord du Khlong Bangkok Noi
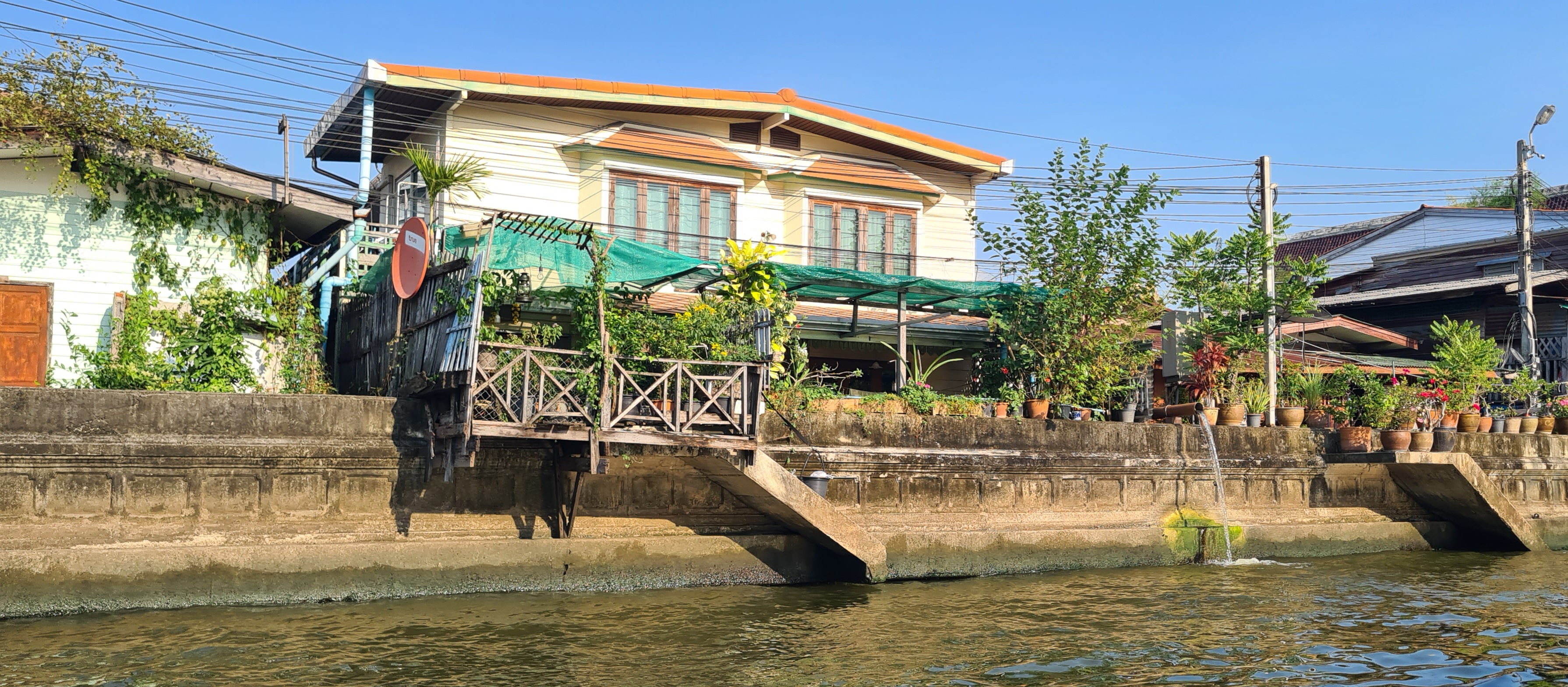
Maison au bord du Khlong Bangkok Noi
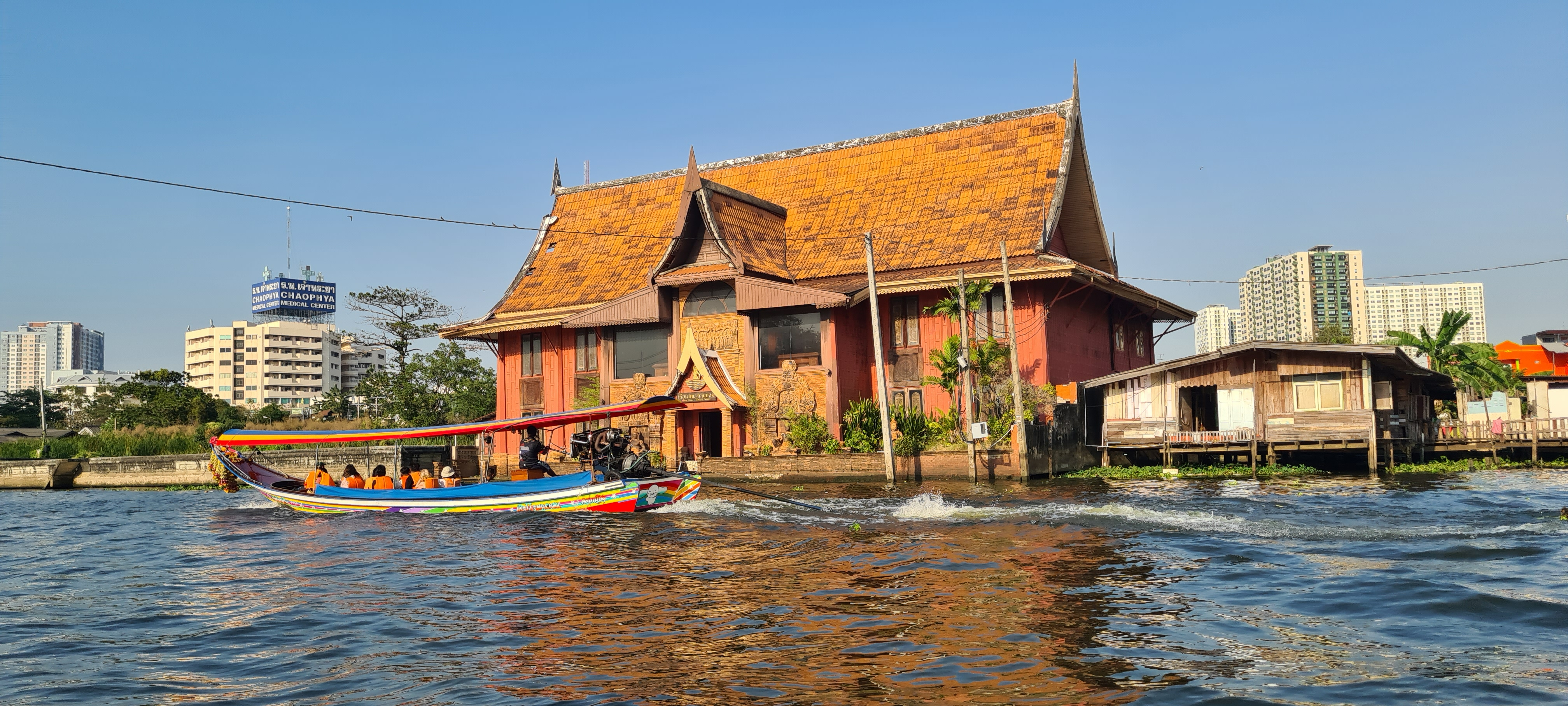
Canal Bangkok Noi
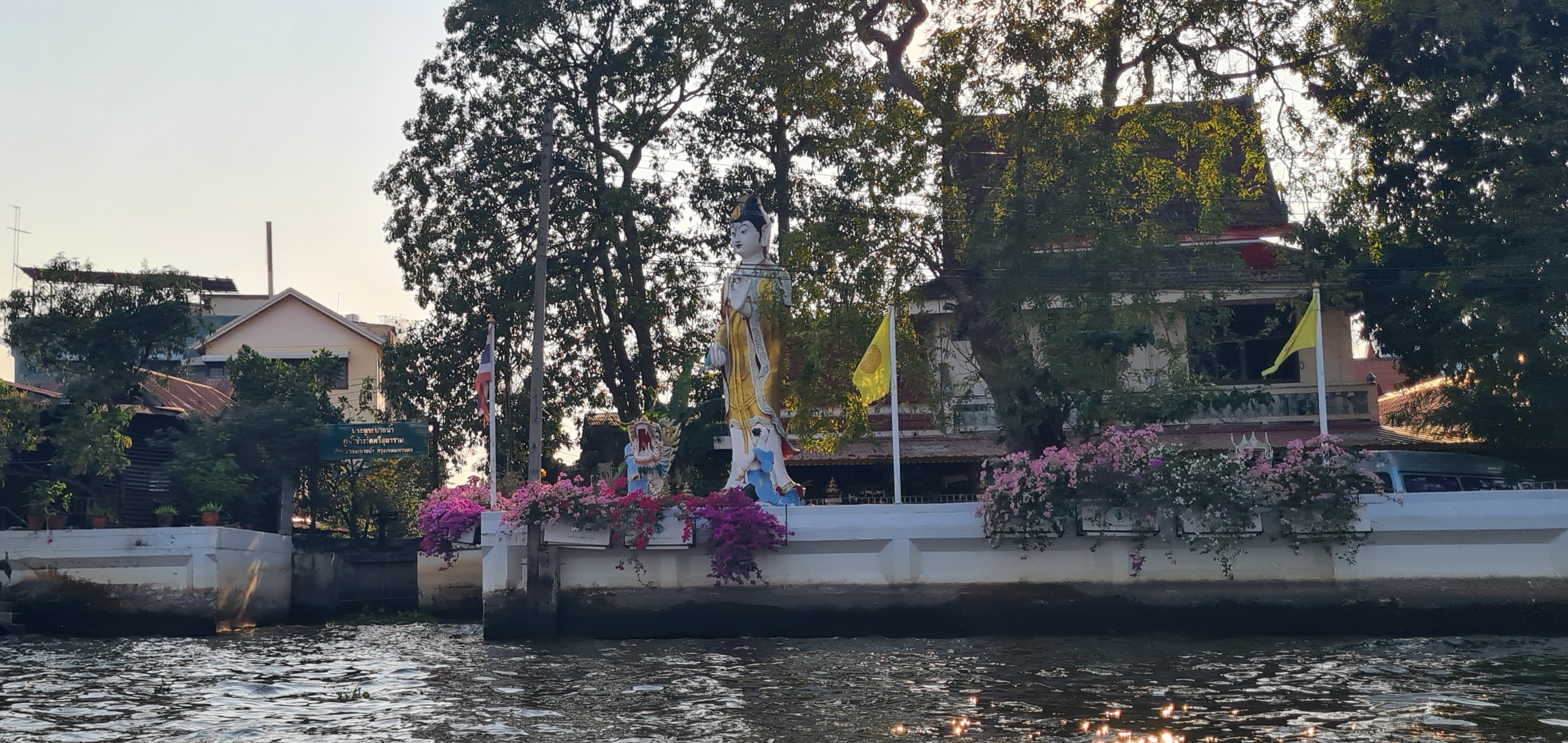
Canal Bangkok Noi